# Dendrobium vanhulstijnii
Dendrobium vanhulstijnii är en orkidéart som beskrevs av Johannes Jacobus Smith. Dendrobium vanhulstijnii ingår i släktet Dendrobium, och familjen orkidéer. Inga underarter finns listade i Catalogue of Life.